# Gelenipsa
Gelenipsa é um gênero de traça pertencente à família Arctiidae.